# Slick Rick
Richard Martin Lloyd Walters, mer känd som Slick Rick, MC Ricky D och Rick the Ruler, född 14 januari 1965 i Mitcham i London, är en brittisk-amerikansk rappare.
Noterbart med Slick Ricks rap är att han har en tydlig brittisk engelsk fonetik. Han är känd för sin skicklighet med att berätta historier i sin rap - Allmusic bekräftar hans rykte som en av hiphopens genom tiderna bästa historieberättare. Slick Rick är känd som en av huvudfigurerna i "hiphopens gyllene tidsålder" (Golden age hip hop).
Under 1990-talet satt Slick Rick fem år i fängelse fälld för mordförsök. Han släpptes, efter att ha avtjänat straffet, ur fängelset 1997. 2016 blev han amerikansk medborgare.

## Diskografi i urval
Studioalbum
- 1988 – The Great Adventures of Slick Rick
- 1991 – The Ruler's Back
- 1994 – Behind Bars
- 1999 – The Art of Storytelling